# Попарная независимость
В теории вероятностей, попарно независимый набор случайных величин — это множество случайных величин, любая пара которых независима. Любой набор независимых в совокупности случайных величин является попарно независимым, но не все попарно независимые наборы являются независимыми в совокупности. Попарно независимые случайные величины с конечной дисперсией не являются коррелированными.
На практике, если это не выводится из контекста, считается, что независимость означает независимость в совокупности. Таким образом, предложение вида «{\displaystyle X}, {\displaystyle Y}, {\displaystyle Z} являются независимыми случайными величинами» означает, что {\displaystyle X}, {\displaystyle Y}, {\displaystyle Z} являются независимыми в совокупности.

## Пример
Независимость в совокупности не следует из попарной независимости, как показано в следующем примере, приписываемом С. Н. Бернштейну
Пусть случайные величины {\displaystyle X} и {\displaystyle Y} обозначают два независимых подбрасывания монетки. Положим 1 обозначает выпадение орла, 0 — решки. Пусть {\displaystyle Z} — случайная величина, равная 1, если в результате ровно одного из двух подбрасываний монетки выпал орёл, и 0 в противном случае. Тогда тройка {\displaystyle (X,\;Y,\;Z)} имеет следующее вероятностное распределение:
| {\displaystyle (X,Y,Z)=} | {\displaystyle \left\{{\begin{matrix}\ \\\ \\\ \\\ \end{matrix}}\right.} | {\displaystyle (0,\;0,\;0)} с вероятностью 1/4, |
| {\displaystyle (X,Y,Z)=} | {\displaystyle \left\{{\begin{matrix}\ \\\ \\\ \\\ \end{matrix}}\right.} | {\displaystyle (0,\;1,\;1)} с вероятностью 1/4, |
| {\displaystyle (X,Y,Z)=} | {\displaystyle \left\{{\begin{matrix}\ \\\ \\\ \\\ \end{matrix}}\right.} | {\displaystyle (1,\;0,\;1)} с вероятностью 1/4, |
| {\displaystyle (X,Y,Z)=} | {\displaystyle \left\{{\begin{matrix}\ \\\ \\\ \\\ \end{matrix}}\right.} | {\displaystyle (1,\;1,\;0)} с вероятностью 1/4. |

Заметим, что распределения каждой случайной величины по отдельности равны: {\displaystyle f_{X}(0)=f_{Y}(0)=f_{Z}(0)=1/2} и {\displaystyle f_{X}(1)=f_{Y}(1)=f_{Z}(1)=1/2}. Распределения любых пар этих величин также равны: {\displaystyle f_{X,\;Y}=f_{X,\;Z}=f_{Y,\;Z}}, где {\displaystyle f_{X,\;Y}(0,\;0)=f_{X,\;Y}(0,\;1)=f_{X,\;Y}(1,\;0)=f_{X,\;Y}(1,\;1)=1/4.}
Поскольку каждое из попарных совместных распределений равно произведению соответствующих им маргинальных распределений, случайные величины являются попарно независимыми:
- {\displaystyle X} и {\displaystyle Y} независимы,
- {\displaystyle X} и {\displaystyle Z} независимы,
- {\displaystyle Y} и {\displaystyle Z} независимы.

Несмотря на это, {\displaystyle X}, {\displaystyle Y} и {\displaystyle Z} не являются независимыми в совокупности, поскольку {\displaystyle f_{X,\;Y,\;Z}(x,\;y,\;z)\neq f_{X}(x)f_{Y}(y)f_{Z}(z)}. Для {\displaystyle (X,\;Y,\;Z)=(0,\;0,\;0)} левая часть равна 1/4, а правая — 1/8. При этом любая из трёх случайных величин {\displaystyle X}, {\displaystyle Y} и {\displaystyle Z} однозначно определяется двумя другими и равняется их сумме, взятой по модулю 2.

## Обобщение
В общем случае для любого {\displaystyle n\geqslant 2} можно говорить о {\displaystyle n}-арной независимости. Идея схожа: набор случайных величин является {\displaystyle n}-арно независимым, если любое его подмножество мощности {\displaystyle n} является независимым в совокупности. {\displaystyle n}-арная независимость использовалась в теоретической информатике для доказательства теоремы о задаче MAXEkSAT.